# Профсоюз работников транспорта и разнорабочих
Профсоюз работников транспорта и разнорабочих (англ. The Transport and General Workers' Union, TGWU) — профсоюз, представлявший работников транспорта, а иногда и работников других секторов Южной Африки.
Профсоюз был основан в 1973 году по инициативе бастующих рабочих транспортной компании PUTCO в Трансваале годом ранее. Он создал штаб-квартиру в Йоханнесбурге, но представлял рабочих в Трансваале, Натале и Восточно-Капской провинции. Большинство членов союза работали в сфере пассажирского и грузового транспорта, но в него также входили значительные массы членов, работающих в больницах, клининговых компаниях, службах безопасности и цементной промышленности, а также муниципальные служащие во всех секторах.
В 1974 году профсоюз вошел в состав Консультативного координационного совета профсоюзов, а в 1979 году стал одним из учредителей Федерации южноафриканских профсоюзов. Число его членов варьировалось от 44 500 в 1977 году до всего лишь 4 500 в 1980 году, но снова возросло до 18 281 в 1986 году. В 1985 году профсоюз был преобразован к преемнику — Конгрессу южноафриканских профсоюзов. В следующем году он поглотил конкурирующий Профсоюз разнорабочих, вместе с тремя небольшими профсоюзами: Объединенным профсоюзом уборщиков Южной Африки (Amalgamated Cleaners' Union of South Africa), Профсоюзом работников клининговых служб и смежных отраслей (Cleaning Services and Allied Workers' Union), а также Южноафриканским профсоюзом работников транспорта скутеров и смежных отраслей (Allied Workers' Union, and South African Scooter Transport and Allied Workers' Union). Переориентировавшись на транспорт, уборку и безопасность, остальные его члены постепенно перешли в другие профсоюзы; например, специалисты по металлообработке и машиностроению перешли в Национальный союз металлистов Южной Африки в 1987 году.
В конце 1990-х годов профсоюз начал переговоры о слиянии с Южноафриканским союзом железных дорог и портов. К этому моменту в профсоюзе насчитывалось около 50 000 членов. Слияние было окончательно завершено 18 мая 2000 года, в результате чего был образован Южноафриканский профсоюз работников транспорта и смежных отраслей.

## Генеральные секретари
1970-е: Изобель Шонгве
1985: Джейн Бэрратт
1989: Нкосинати Нлеко
1994: Рэндалл Ховард